# Адамян, Сатеник Артёмовна
Сатеник Артёмовна Адамян (арм. Ադամյան Սաթենիկ Արտեմի; 17 (29) сентября 1875, Тифлис, Кавказское наместничество, Российская империя — 17 (30) июня 1915, Баку) — театральная актриса

 армянского происхождения, переводчица

.

## Биография
Получила образование в школе Святого Нуне в Тифлисе при первой женской гимназии.
В 1903 году окончила драматические курсы в Санкт-Петербурге. Дебютировала на сцене в 1897 году в Батуме. В 1898 году была приглашена в труппу армянского театра Баку.
В 1908 году совместно с Г. Аветяном организовала театральный кружок. Гастролировала с различными театральными коллективами в населённых армянами городах Кавказа, Турции и Болгарии. Последний сезон сыграла в 1914—1915 годах в Баку.
Выдающаяся исполнительница лирико-драматических ролей, С. Адамян создала на сцене лирические одухотворённые образы в пьесах Ширванзаде (Сусан — «Намус», Сона — «Злой дух»), Александра Николаевича Островского (Лариса — «Бесприданница»), Шекспира (Джульетта, Офелия), Г. Зудермана (Рози — «Бой бабочек», Марикка — «Огни Ивановой ночи»).
Перевела на армянский язык пьесы Шницлера, Гамсуна и др.